# 斯里克·瑞克

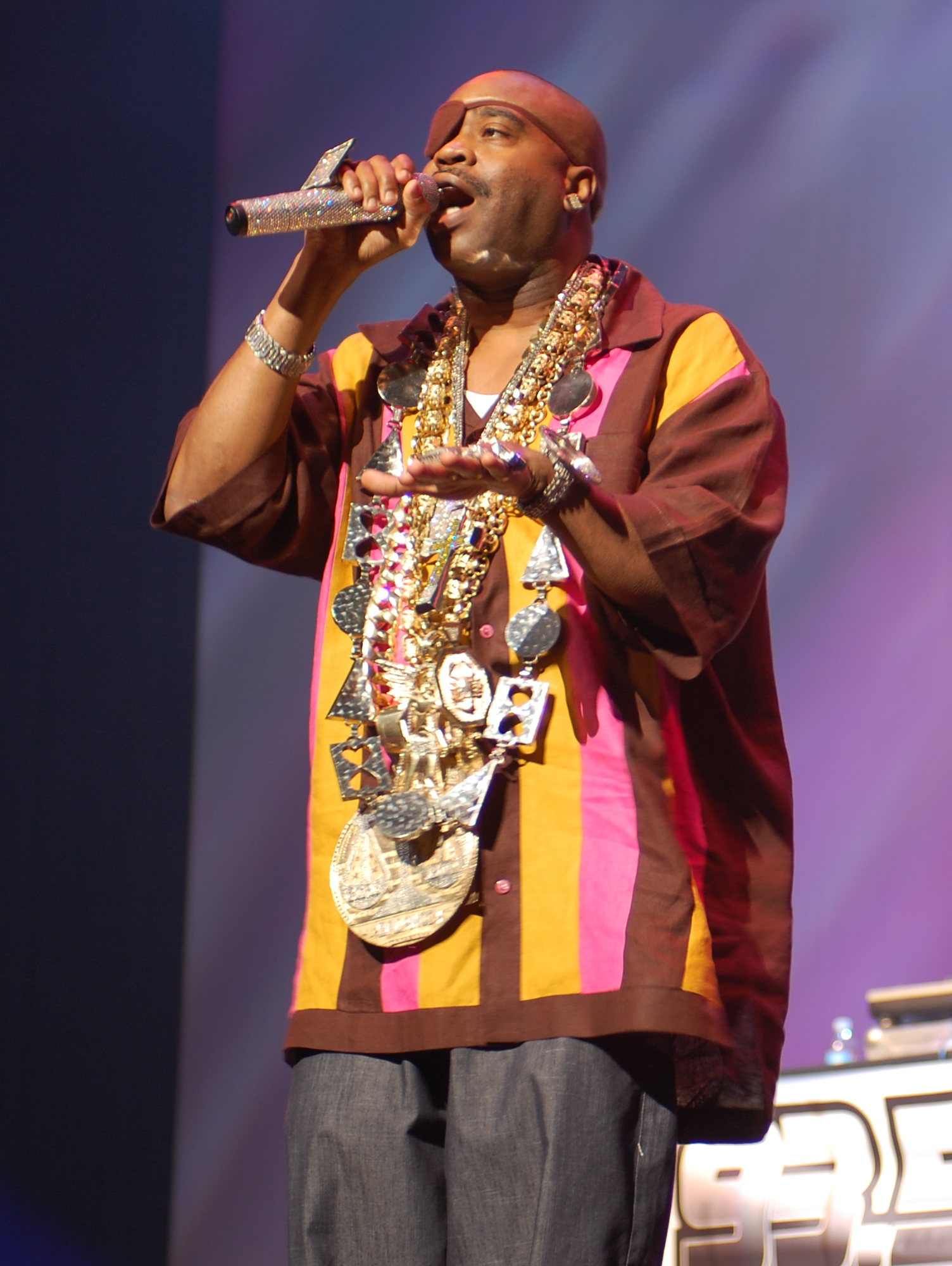
斯里克·瑞克

斯里克·瑞克 （1965年1月14日—）， 是一位英裔美国说唱歌手、唱片制作人。里克·瑞克生于伦敦米彻姆，父母是牙买加人。 他在婴儿时期右眼被碎玻璃劃傷，从此便戴着眼罩。  1976年，里克·瑞克和他的家人移民美国，并在布朗克斯定居。 1986 年，斯里克·瑞克与Def Jam唱片公司签约。 